# Ornithoptera victoriae
Ornithoptera victoriae – gatunek motyla z rodziny paziowatych, odkryty w Wyspach Salomona w 1885 roku.